# ترومان ماكجيل هوبز
ترومان ماكجيل هوبز (بالإنجليزية: Truman McGill Hobbs)‏ هو ضابط وقاضي ومحامي أمريكي، ولد في 8 فبراير 1921 في سلما في الولايات المتحدة، وتوفي في 4 نوفمبر 2015 في مونتغومري في الولايات المتحدة.